# Klapalekia augustibraueri
Klapalekia augustibraueri és una espècie d'insecte pertanyent a la família dels pèrlids i l'única del gènere Klapalekia.

## Descripció
- La femella fa 15 mm de llargària, té una envergadura alar de 40 mm i és principalment de color marró groguenc amb el cap groguenc i ocels foscos.[4]

## Distribució geogràfica
Es troba a Sud-amèrica: Colòmbia.